# Eleonora Fersino
Eleonora Fersino (Chioggia, 24 gennaio 2000) è una pallavolista italiana, libero della Pro Victoria.

## Carriera

### Club
Cresciuta nel Volley Clodia, squadra della sua città natale, milita nel Pool Piave di Noventa di Piave, dai quattordici ai diciotto anni, durante i quali cambia ruolo da schiacciatrice a libero.
A giugno 2018 l'Imoco, club del quale il Pool Piave è società satellite, annuncia l'inserimento della giovane atleta nella rosa di Serie A1 per il campionato 2018-2019: nella sua esperienza a Conegliano vince due Supercoppe italiane, lo scudetto, il campionato mondiale per club 2019 e la Coppa Italia 2019-20.
Per l'annata 2020-2021 si trasferisce al Bergamo, mentre in quella successiva è all'AGIL, con cui si aggiudica la Challenge Cup 2023-24 e la Coppa CEV 2024-25; cambia casacca per la stagione 2025-26, indossando quella della Pro Victoria, sempre nel massima divisione italiana.

### Nazionale
Viene convocata nelle varie nazionali giovanili di pallavolo.
Nel 2021 ottiene le prime convocazioni nella nazionale maggiore. Nel 2022 vince la medaglia d'oro alla Volleyball Nations League e quella di bronzo al campionato mondiale, mentre nel 2025 si aggiudica nuovamente l'oro alla Volleyball Nations League.

## Palmarès

### Club
- Campionato italiano: 1

2018-19
- Coppa Italia: 1

2019-20
- Supercoppa italiana: 2

2018, 2019
- Campionato mondiale per club: 1

2019
- Coppa CEV: 1

2024-25
- Challenge Cup: 1

2023-24